# Лангдорф
Лангдорф (нім. Langdorf) — громада в Німеччині, розташована в землі Баварія. Підпорядковується адміністративному округу Нижня Баварія. Входить до складу району Реген.
Площа — 34,38 км2. Населення становить 1792 ос. (станом на 31 грудня 2020).